# Abendschau (Bayerischer Rundfunk)
Die Abendschau im Bayerischen Fernsehen ist ein werktägliches Vorabendmagazin, welches seit 1988 von Montag bis Freitag live im BR Fernsehen um 18:00 Uhr ausgestrahlt wird. Die Sendung wurde zuvor als bayerisches Regionalmagazin bereits ab dem 8. November 1954 im Regionalprogramm des ARD-Fernsehens ausgestrahlt, damals noch unter dem Titel Die Münchner Abendschau. Sie zählt somit zu den ältesten Fernsehsendungen, die es in Deutschland heute noch gibt.

## Inhalt und Themen
In der Sendung werden aktuelle Berichte aus Bayern, Hintergründe zu aktuellen Themen, Geschichten, Ratgeber, Kultur und Musik ausgestrahlt, sowie Studiogäste eingeladen.
Bestandteil der Sendung sind Live-Reportagen, bei denen die Reporter live von Einrichtungen in Bayern Informationen, Reportagen, Gespräche und Hintergründe präsentieren. Dadurch soll die Abendschau stärker in den verschiedenen Regionen präsent sein. Außerdem gibt es gegen 18:15 Uhr einen Beitrag unter der Rubrik Kompakt, in welcher die wichtigsten Meldungen des Tages aus Bayern zusammengefasst werden.

### Ehemalige Inhalte
Im Rahmen einer Programmreform des BR Fernsehens wurde die Abendschau ab dem 11. April 2016 von 45 Minuten Sendezeit auf 30 Minuten reduziert. Der etwa fünfminütige Sportblock, der zuvor gegen 18:30 Uhr von einem Sportredakteur in der Abendschau moderiert wurde, wird seitdem stattdessen in der BR24-Hauptausgabe gesendet.
Von 2002 bis 7. April 2016 wurde im Rahmen der Abendschau jeden Donnerstag von 18:35 Uhr bis 18:45 Uhr das Gewinnspiel Bayernlos von LOTTO Bayern („Die zweite Chance“) live ausgestrahlt, abwechselnd moderiert von Michael Harles und Peter Fraas. Dabei drehten zunächst drei Gewinner an einem Gewinnrad mit Geldbeträgen zwischen 2.500 Euro und 125.000 Euro. Wurde einer der beiden Joker gedreht, gewann der Kandidat das Dreifache der anschließend erneut gedrehten Summe. Abschließend wurden drei neue Gewinner von einem prominenten Gast aus einer Lostrommel gezogen. Durch die Kürzung der Sendezeit der Abendschau im April 2016 wurde das Bayernlos in die Sendung Wir in Bayern verschoben und wird seitdem immer donnerstags ab 16:15 Uhr gezeigt.
Von Oktober 2007 bis März 2016 wurde dienstags meist ein Beitrag aus der Rubrik Abendschau hakt nach ausgestrahlt, in welchem Zuschauerfragen zu Themen aus dem alltäglichen Leben beantwortet wurden.
Freitags wurde zum Ende der Sendung ein kabarettistischer Comic um einen fiktiven Bundestagsabgeordneten, gezeichnet von Dieter Hanitzsch und gesprochen von Helmut Schleich, unter dem Titel Der große Max („Aus dem Tagebuch des CSU-Bundestagsabgeordneten Max Froschhammer“) gezeigt, der die aktuellen politischen Ereignisse aufgreifen sollte.

## Moderatoren und Redaktion
Aktuell wird die Sendung wöchentlich im Wechsel von Roman Roell (seit 2012) und Julia Scharf (seit 2019) moderiert. Annette Betz (seit 1991), die die Sendung zuvor jahrelang als Hauptmoderatorin neben Renate Herzberg (1974 bis 2009) und Christoph Deumling (2005 bis 2023) präsentiert hatte, übernimmt nach wie vor gelegentlich die Vertretung. Von 2016 bis 2019 war Claudia Finger-Erben Moderatorin der Sendung.
Live-Reporter vor Ort sind aktuell u. a. Martin Breitkopf, Mathias Flasskamp, Anja Marks-Schilffahrt, Constanze Schulze, Albrecht Rauh, Nicole Remann, Birgitt Roßhirt und Uschi Schmidt. Über lange Jahre hinweg bis 2018 war Matthias Keller-May Redaktionsleiter der Sendung.

## Regionalmagazine der Abendschau
Um stärker aus den verschiedenen Regionen Bayerns berichten zu können, führte das BR Fernsehen am 2. Mai 1994 das Regionalsplitting mit der Teilung der Abendschau in Bayern live – Der Norden und Bayern live – der Süden ein. Montags bis donnerstags wurde die Regionalberichterstattung im BR Fernsehen von 18:30 Uhr bis 18:42 Uhr gesendet. Seit 2007 findet das Splitting mit den Regionalmagazinen, welche auch regionale Wettervorhersagen beinhalten, montags bis freitags von 17:30 Uhr bis 18:00 Uhr statt.
- Abendschau – Der Süden für den Süden Bayerns aus dem Abendschau-Studio in München (ausgestrahlt über BR Fernsehen Süd)
- Frankenschau aktuell für den Norden Bayerns aus dem Studio Franken in Nürnberg (ausgestrahlt über BR Fernsehen Nord)